# Emil Erlenmeyer
Richard August Carl Emil Erlenmeyer (Wehen, 1825. június 28.  – Aschaffenburg, 1909. január 22.) német kémikus.

## Életútja
Miután befejezte orvosi tanulmányait egy pár évig gyógyszerészként dolgozott.
Tanulmányai egy részét Gießenben végezte, ahol Justus von Liebig tanítványa volt, majd Heidelbergben folytatta Friedrich Kekulé tanítványaként.  Együtt dolgozott Robert Bunsennel műtrágyázási kísérletekben. Később 1868-tól 1883-ig a Müncheni Politechnikai Iskola kémia professzora volt. Kísérleti munkái során számos szerves vegyületet fedezett fel (pl. az izovajsavat 1865-ben); 1861-ben feltalálta az Erlenmeyer-lombikot.  Elsők között alkalmazta a vegyértékeken alapuló szerkezeti képleteket és ugyancsak ő fedezte fel, hogy a naftalinmolekula szerkezete két közös szénatommal kapcsolódó, két benzolgyűrűből áll.
1880-ban megalkotta az Erlenmeyer-szabályt: Az összes olyan alkohol, ahol a hidroxilcsoport közvetlenül kettős kötésű szénatomhoz kapcsolódik, aldehiddé vagy ketonná alakul.
1883-ban egészségügyi okokból visszavonult, azonban továbbra is tartott konzultációkat. Erlenmeyer Aschaffenburgban halt meg 1909-ben.

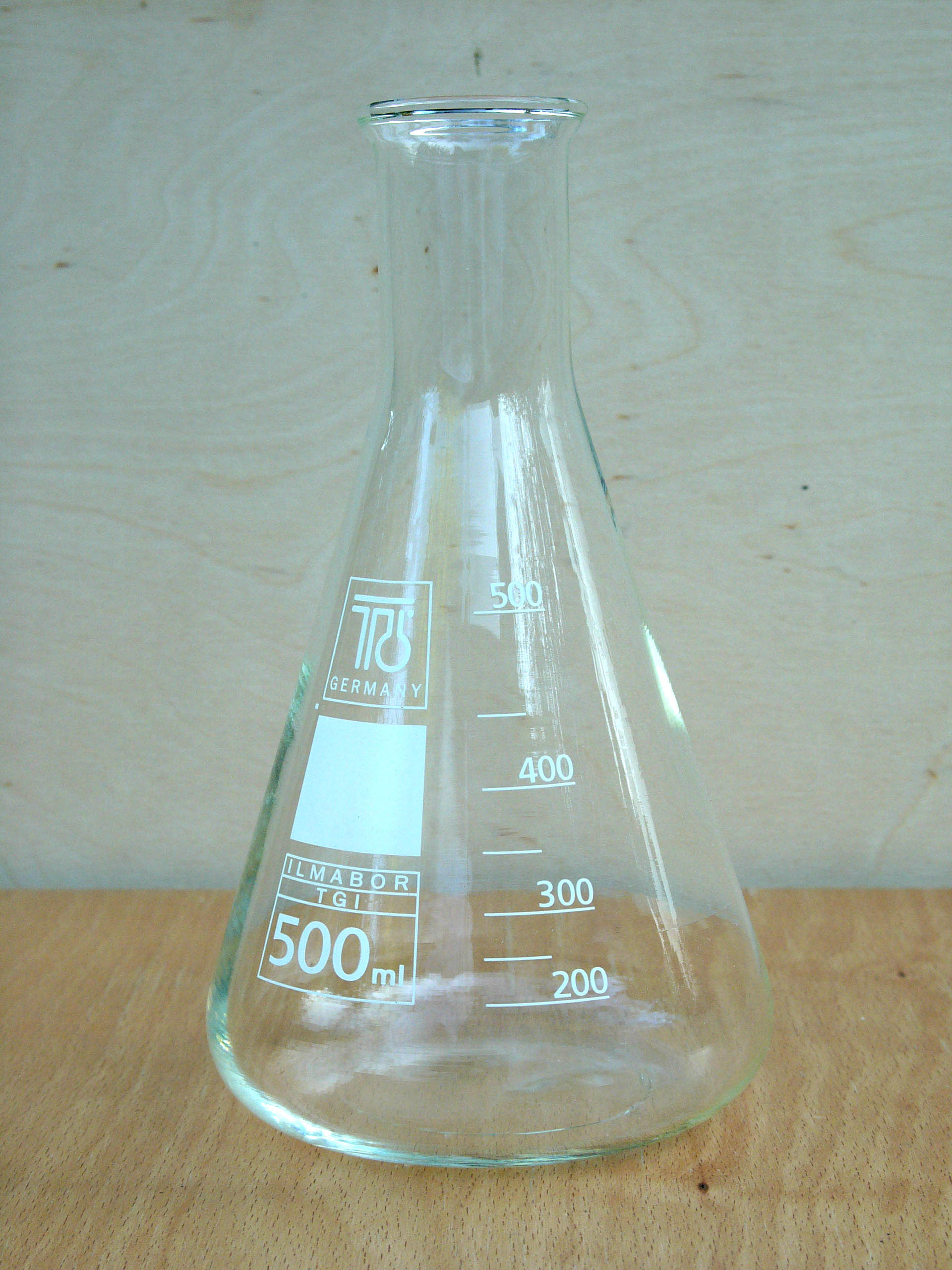
Erlenmeyer-lombik